# بولدر (کلرادو)
بولدر (به انگلیسی: Boulder) شهری در شهرستان بولدر، ایالت کلرادو کشور ایالات متحده آمریکا است که جمعیت آن در سرشماری سال ۲۰۱۰ میلادی، ۹۷٬۳۸۵ نفر بوده‌است.
این شهر در کوهپایه رشته کوه راکی قرار گرفته‌است و در حدود ۴۵ هزار هکتار فضای باز در اطراف شهر وجود دارد. به خاطر این موقعیت جغرافیایی، ۲۴۰ کیلومتر مسیر کوهنوردی و طبیعت‌گردی در این منطقه وجود دارد. به دلیل قرار گرفتن در کوهپایه پنج عدد از چشمگیرترین ماسه‌سنگ‌های جهان به نام فلت‌آیرون‌ها، شهر بولدر را «بهشت سنگ‌نوردی» نامیده‌اند. شهرت اصلی این شهر به دلیل قرار گرفتن دانشگاه کلرادو در آن است. بولدر تحصیل‌کرده‌ترین جمعیت را در آمریکا داراست.
صنعت هوافضا در رشد بولدر در دهه ۶۰ میلادی نقش به عمده‌ای ایفا کرد. با اوج‌گیری جنگ سرد و نقش به سزای شرکت‌ها و سازمان‌های مستقر در بولدر، از جمله مؤسسه ملی فناوری و استانداردها در صنعت هوافضای آمریکا، از ابتدای دهه ۵۰ میلادی تا اواسط دهه ۶۰ جمعیت و فرصت‌های شغلی موجود در شهر ۲ برابر، خرید و فروش مسکن ۳ برابر و ارزش افزوده کل شهر ۴ برابر شد.

## تاریخچه

### پیدایش
بولدر شهر به نسبت نوساز است و تأسیس آن به سده ۱۹ میلادی بازمی‌گردد. در این زمان چندین کاوشگر مأموریت پیدا می‌کنند تا به جستجو در ناحیه بولدر بپردازند. یکی از افراد این کاوشگران به نام ویلیام گیلپین، که بعدها نخستین فرماندار قلمرو کلرادو شد، خبر از پیدا شدن طلا در این ناحیه داد. این خبر جرقه‌ای برای علاقه به ناحیه‌ای شد که پیش از این برای زندگی مناسب به‌شمار نمی‌رفت.
اساس گسترش بولدر مبتنی بر کاوش برای طلا در زمان بحران اقتصادی شرق ایالات متحده در دهه ۱۸۵۰ میلادی بود. نخستین سکونتگاه این ناحیه در ۱۷ اکتبر ۱۸۵۸ بنیان‌گذاری شد. شخصی به نام بروکفیلد در ۱۰ فوریه ۱۸۵۹ شرکت «شهرک بولدر سیتی» را تأسیس کرد که از دل آن بولدر سیتی به وجود آمد. وی نخستین رئیس این شرکت شد و ۶۰ سهامدار آن ۱۲۸۰ هکتار از اراضی اطراف نهر بولدر را به ۱۸ قسمت تقسیم کردند. باقی‌مانده این زمین‌ها به قیمت هر کدام ۱۰۰۰ دلار به فروش گذاشته شد. این قیمت باعث پایین ماندن سرعت گسترش بولدر شد به‌طوری‌که تا ۱۸۶۰ تنها ۳۲۴ نفر در این شهر سکنی گزیده بودند.
در این زمان بولدر سیتی بخشی از قلمرو نبراسکا بود. با ایجاد ایالت کلرادو در سال ۱۸۶۱، بولدر جزئی از این ایالت تازه تأسیس شد.

### سال‌های ابتدایی

پیاده راه و بازار پرل در سال ۱۸۹۹

در سال‌های اولیه ایجاد بولدر سیتی، معادن نقشی حیاتی را در توسعه شهر ایفا کردند. کاوش‌های معدن باعث سکنی گزیدن افراد بیشتری در شهر، چه به صورت مستقیم برای کار در معدن و چه به صورت غیر مستقیم برای پشتیبانی معادن از طریق مغازه‌های فروش ابزارآلات معدن، حمل و نقل، اتاق، و مسکن افراد و غذاخوری‌ها شد. پس از اندک زمانی صنعت کشاورزی و آسیاب در این منطقه رونق گرفت.
در نوامبر ۱۸۷۱، بولدر سیتی که دیگر به صورت یک شهر واقعی درآمده بود نام خود را به بولدر تغییر داد. نخستین مناطق مسکونی در نواحی مرکز شهر، «میپلتون هیل» و «ویتیر» به وجود آمدند؛ اما با گسترش فعالیت‌های اقتصادی در «مرکز شهر» مناطق مسکونی به نواحی دیگر انتقال یافتند.
به دلیل آنکه منطقه بولدر در هنگام کشف هیچ‌گونه پوشش درختی نداشت، در سال ۱۸۷۱ برنامه‌ای برای درختکاری در شهر اجرا شد و در سال ۱۸۷۴ نخستین بانک بولدر افتتاح شد. دانشگاه کلرادو در بولدر درهای خود را در سپتامبر ۱۸۷۷ به روی ۴۴ دانشجو، یک استاد، و رئیس دانشگاه گشود. تا سال ۱۸۸۰ جمعیت شهر به ۳۰۰۰ نفر رسید. در سال ۱۸۸۷ بولدر به شبکه برق شهری متصل شد و سه سال بعد شهر به شبکه ریلی وصل شد.
هنگامی که در اوایل قرن بیستم میلادی جمعیت دانشجویان دانشگاه به ۶۰۰۰ نفر رسید، ناحیه «هیل» شروع به گسترش کرد. در این زمان بولدر به نام «آتن غرب» شهرت یافته بود.
در سال ۱۹۶۴ جواز ساخت ۳۰۰ خانه به ارزش ۳٫۳ میلیون دلار به متقاضیان در اراضی تیبل مسا داده شد. نخستین ساکنان در ماه مه سال ۱۹۶۳ به این منطقه نقل مکان کردند.

### هم‌اکنون
بولدر در دهه ۵۰، ۶۰ و ۷۰ میلادی با آمدن شرکت‌های بزرگ شروع به توسعه عظیمی‌کرد. شرکت‌هایی همچون آی بی ام و بال ایرواسپیس به بولدر آمدند و فرصت‌های شغلی بسیاری را برای جمعیت رو به رشد شهر ایجاد کردند. به همین ترتیب شرکت‌های مشابهی هم از خود بولدر شروع به کار کردند. از جمله این شرکت‌ها می‌توان به سلستیال سیزونینگ اشاره کرد که به یکی از بزرگ‌ترین تولیدکنندگان چای جهان تبدیل شده‌است. در سال ۱۹۷۴ دانشگاه ناروپا افتتاح شد، و در سال ۱۹۷۶ مدرسه ماساژدرمانی بولدر شروع به کار کرد.
هم‌اکنون بولدر در حدود ۱۰۳٬۰۰۰ نفر جمعیت دارد که از این تعداد ۲۹٬۰۰۰ نفر از دانشجویان دانشگاه کلرادو می‌باشند. بولدر هم‌اکنون به دلیل کیفیت زندگی، اهمیت حفاظت از محیط زیست، و آموزش آن مشهور است.

## مردم
شهر بولدر بر اساس آخرین سرشماری که در سال ۲۰۱۰ انجام شد، نزدیک به ۱۰۰ هزار نفر جمعیت دارد. با وجود اینکه بولدر در حال حاضر بیشترین جمعیت تاریخ خود را داراست، اما رشد جمعیت ۲٫۹ درصدی آن در دهه گذشته کمترین میزان رشد جمعیت از سال ۱۹۲۰ تاکنون بوده‌است. ۲۲ درصد از جمعیت شهر را دانشجویان دانشگاه کلرادو تشکیل می‌دهند. این موضوع سبب شده‌است تا بولدر تعداد اجاره‌نشینان و جمعیت کم درآمد بیشتری نسبت به میانگین کشوری داشته باشد. به دلیل بالا بودن تعداد دانشجویان مقیم این شهر، از بولدر با عنوان شهر دارای تحصیل‌کرده‌ترین جمعیت در آمریکا یاد می‌شود.

### زبان
زبان رسمی مورد تکلم در بولدر انگلیسی است. به دلیل جمعیت قابل توجه هیسپانیک ساکن بولدر، از زبان اسپانیایی نیز در بسیاری از تابلوهای راهنمای شهر و تبلیغات استفاده می‌شود.

### قومیت
نزدیک به ۹۰ درصد جمعیت بولدر را سفیدپوستان تشکیل می‌دهند. در حدود ۹ درصد جمعیت شهر نیز هیسپانیک هستند. بولدر در مقایسه با کل ایالات متحده، درصد جمعیت سیاه‌پوست کمتری دارد. با این حال درصد بومیان آمریکایی این شهر از میانگین کشور بیشتر است.

### مذهب
در حدود ۴۰ درصد جمعیت بولدر به گونه‌ای از دین اعتقاد دارند، که از این میان بیش از نیمی از آن‌ها مسیحی هستند. قریب به اتفاق مسیحیان بولدر کاتولیک می‌باشند. در حدود ۰٫۱۴ درصد جمعیت بولدر را نیز مسلمانان تشکیل می‌دهند. ۴۵ کلیسا در بولدر وجود دارد که از این میان ۲۰ درصد کلیسای کاتولیک و ۲۰ درصد کلیسای لوترن هستند. طبق نظرسنجی گالوپ، بولدر از لحاظ مذهبی بودن یکی از غیرمذهبی‌ترین شهرهای آمریکا است.

### فرهنگ
بولدر صاحب بالاترین تراکم هنرمندان در آمریکاست. بیش از ۳۰ گالری هنری، ۴ موزه و ۳۲ تئاتر و سینما در این شهر مستقر هستند. هر ساله نزدیک به ۳۰ جشنواره فرهنگی و هنری از قبیل جشنواره‌های سینمایی، رقص و تئاتر در بولدر برگزار می‌شوند.

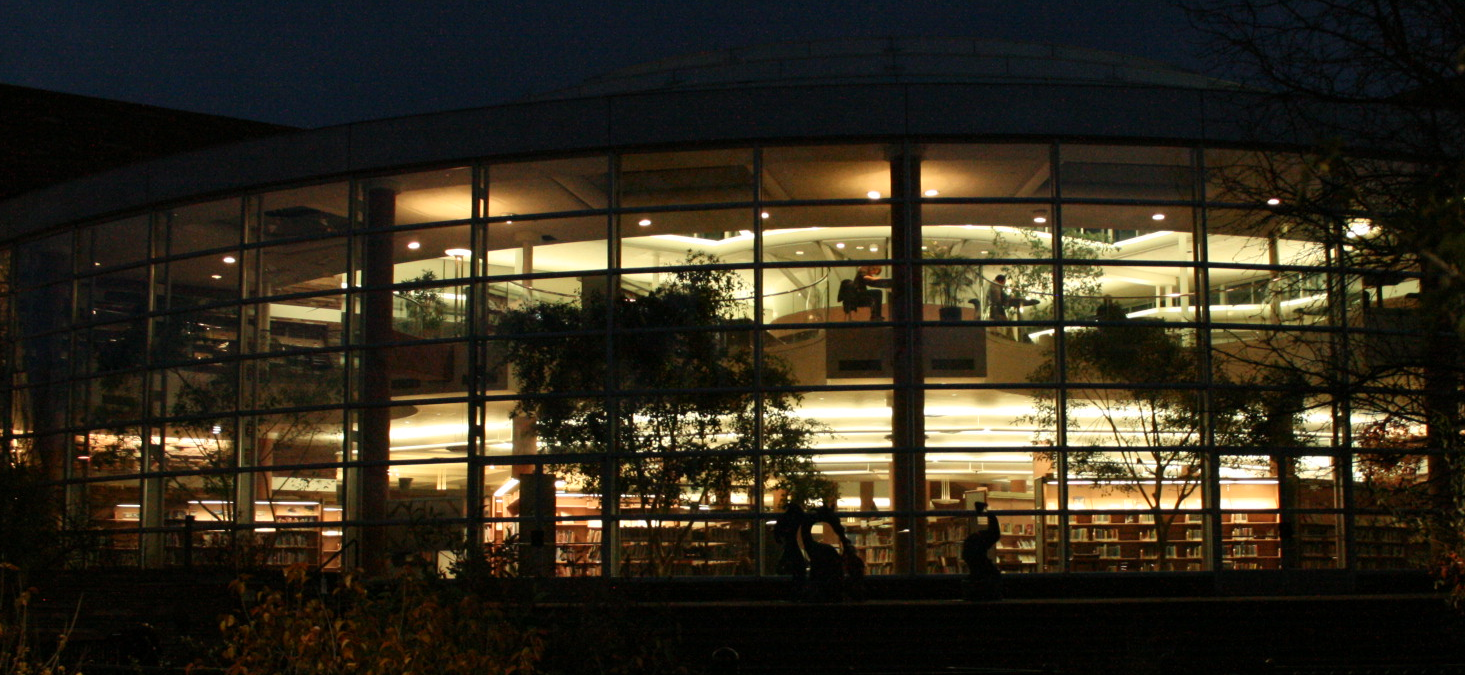
شعبه اصلی کتابخانه عمومی بولدر

موزه هنر معاصر بولدر در سال ۱۹۷۲، به منظور به نمایش گذاشتن آثار هنری هنرمندان معاصر تأسیس شد. دو موزه هنر و تاریخ طبیعی بولدر زیر نظر دانشگاه کلرادو فعالیت می‌کنند. در موزه تاریخ طبیعی دانشگاه کلرادو آثار طبیعی گوناگونی از جمله سنگوارهها و اسکلت دایناسورها، قطعات سفالی و حشرات و گیاهان به معرض نمایش گذاشته شده‌اند.
همچنین قرار است موزه‌ای دیگر به نام موزه بولدر در سال ۲۰۱۷ در این شهر افتتاح شود.
نخستین کتابخانه عمومی بولدر در سال ۱۹۰۷ با حمایت مالی اندرو کارنگی به بهره‌برداری رسید. از آنجایی که بولدر در آن زمان به آتن غرب شهرت یافته بود، این بنا به سبک یونانی ساخته شده‌است. این کتابخانه هم‌اکنون با نام «کتابخانه تاریخ محلی کارنگی» شناخته می‌شود. در سال ۱۹۶۰ با تصویب طرحی، ساخت شعبه اصلی کنونی کتابخانه بولدر آغاز شد. کتابخانه عمومی بولدر هم‌اکنون ۵ شعبه در سطح شهر دارد. اغلب این کتابخانه‌ها به مکان ویژه برای کودکان اینترنت و آرشیو فیلم و سالن‌های مطالعه مجهز هستند.

## جغرافیا

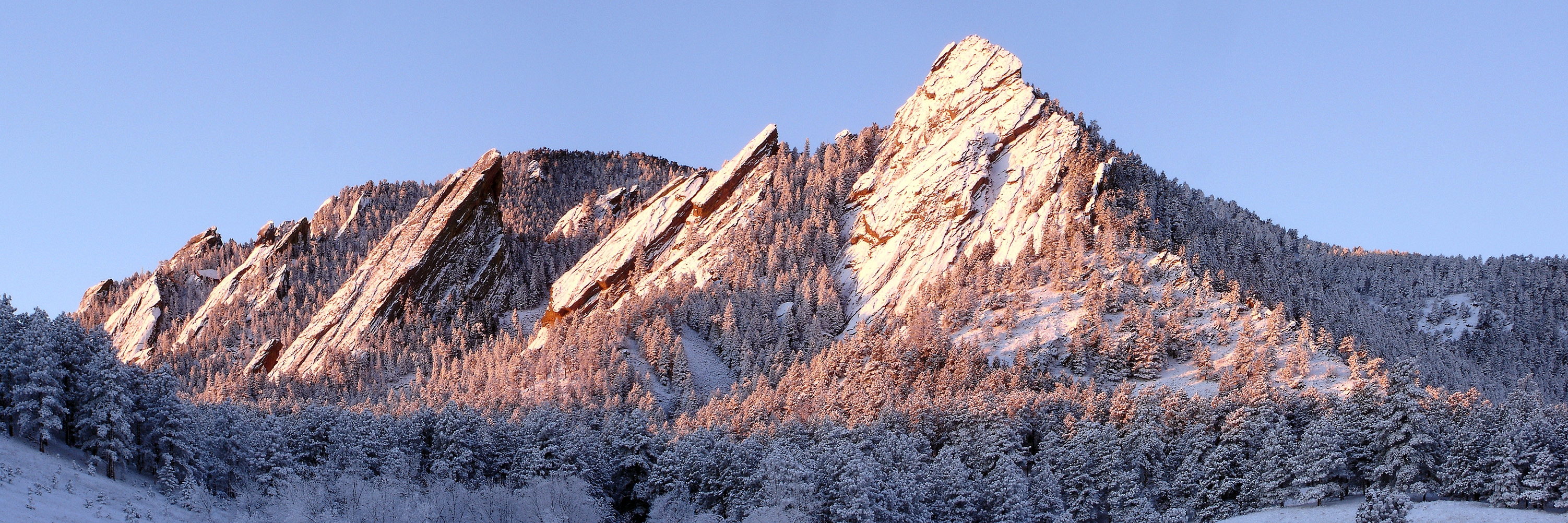
نمای فلت‌آیرون اول تا پنجم از پارک چاتاکووا.

بولدر در یک حوزه رودخانه گسترده در پای کوه فلگ‌استف و در چند کیلومتری شرق جدایشگاه قاره‌ای و ۵۰ کیلومتری غرب دنور قرار دارد. یخچال بزرگ آراپاهو آب مورد نیاز چندین جریان آب گذرنده از بولدر، از جمله نهر بولدر را که از مرکز شهر می‌گذرد، تأمین می‌کند.
نهر بولدر نهری به طول ۵۰٫۲ کیلومتر است که از رشته کوه راکی شروع و به غرب بولدر می‌رسد و در بولدر و سرزمین‌های اطراف جریان دارد. این نهر قبل از گسترش شهر بولدر نامگذاری شده بود به‌طوری‌که اعتقاد بر این است نام این شهر از این نهر گرفته شده‌است. در نهر بولدر جریان قابل توجهی از آب وجود دارد که مقدار زیادی از آب موجود در نهر از ذوب برف‌ها و چشمه جزئی غرب شهرستان به‌دست می‌آید. با توجه به اداره آمار ایالات متحده این شهرستان دارای مساحت ۲۵٫۷ مایل مربع (۶۶٫۵ کیلومتر مربع) است. ۲۴٫۷ مایل مربع از زمین و ۱ مایل مربع از دریا تشکیل شده‌است. بولدر در زیر حوزه وسیعی از رودخانه رشته کوه‌های فلگ استف واقع شده‌است که تنها حدود ۲۵ مایل از شمال غرب دنور فاصله دارد. یخچال طبیعی آرافاوو همراه با نهر بولدر، که از طریق مرکز شهرستان جریان می‌یابد، آب این شهرستان را فراهم می‌کنند. فرودگاه بین‌المللی دنور در ۴۵ مایلی از جنوب شرقی بولدر واقع شده‌است.
بولدر از غرب به فلت‌آیرون‌ها محدود می‌شود. فلت‌آیرون‌ها به ۵ ساختار صخره‌ای بزرگ در کوهپایه شرقی کوه گرین گفته می‌شوند که از فلت‌آیرون تشکیل شده‌اند. این صخره‌ها به ترتیب از جنوب به شمال با شماره‌های ۱ تا ۵ نامگذاری شده‌اند. تعداد زیادی فلت‌آیرون دیگر در جنوب این کوه و قله بِر وجود دارند که با نام‌های دیگر شناخته شده‌اند. این منطقه از جمله پرهوادارترین مناطق کوهنوردی در آمریکا است و از آن به عنوان «بهشت سنگ‌نوردی» نام برده می‌شود.

### آب و هوا
شهر بولدر دارای آب و هوایی معتدل با میانگین ۳۰۰ روز آفتابی در سال است. این شهر با ارتفاع ۱۶۴۵ متر از سطح دریا، یک صحرای مرتفع محسوب می‌شود. این میزان ارتفاع، آب و هوایی ملایم با رطوبت کم در تابستان و زمستان را ناشی می‌شود. کوه‌های اطراف بولدر را از بسیاری از طوفان‌های سخت زمستانی مصون نگه می‌دارد. گرمترین ماه سال ژوئیه با متوسط دمای ۳۰٫۵ درجه سانتی‌گراد است. با این حال این دما در شب تا ۴ درجه سانتی‌گراد نیز افت می‌کند. سردترین ماه سال نیز ژانویه است که متوسط دمای ۷ درجه سانتی‌گراد را داراست. بیشترین مقدار بارندگی در زمستان و بهار با میانگین ۲۱۰ سانتی‌متر برف است.

### حوادث طبیعی

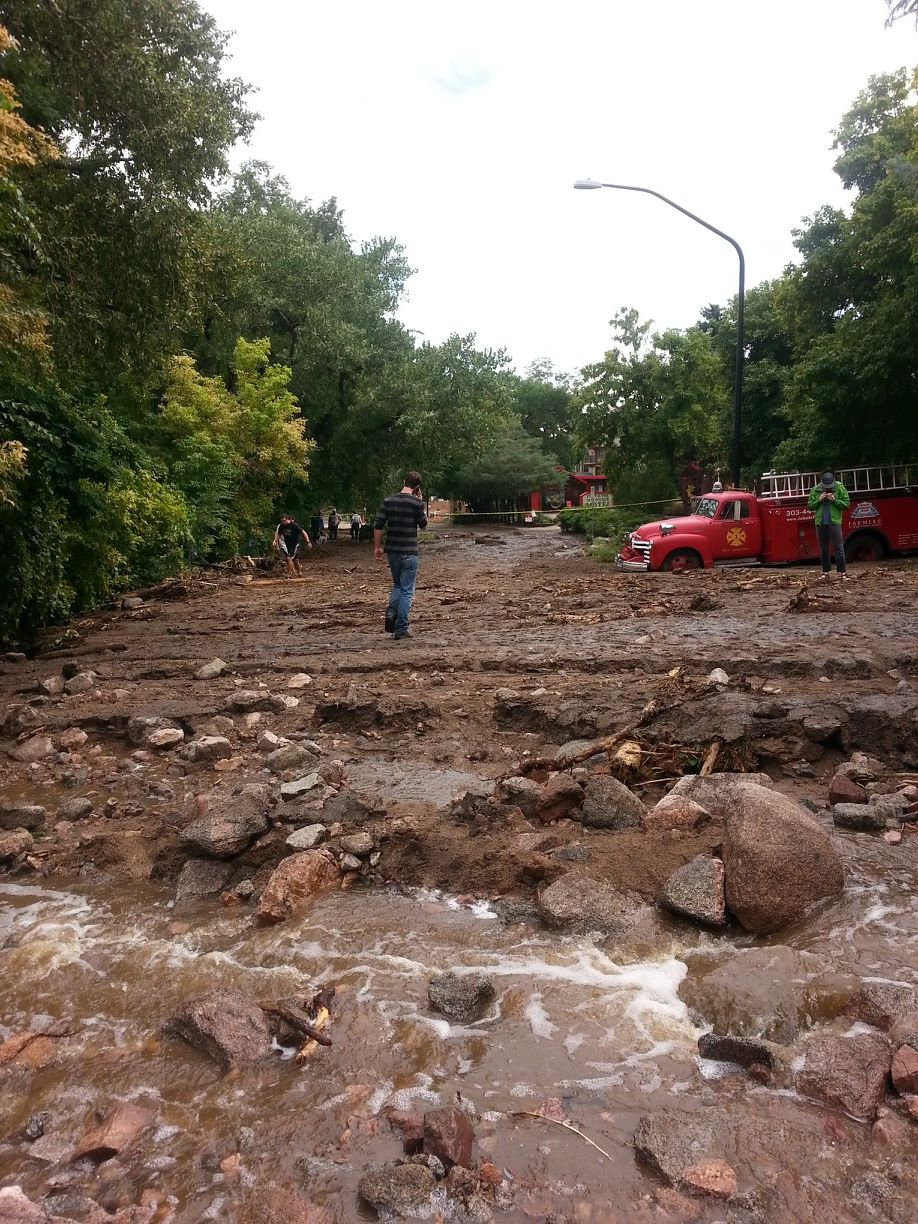
بولدر پس از سیل ۲۰۱۳

سیل اصلی‌ترین بلای طبیعی شهر بولدر محسوب می‌شود. در سال ۲۰۰۴، مرکز بلایای طبیعی دانشگاه کلرادو در بولدر وقوع سیل در بولدر را به عنوان یکی از ۶ بلای بزرگی که قرار است در آمریکا اتفاق بیفتد معرفی کرد.
مقامات شهری بولدر از سال ۱۹۷۶ که سیلی باعث کشته شدن ۱۱۴ نفر در شهر شد خود را برای این موقعیت آماده می‌سازند.
در سال ۲۰۱۳، سیلی در شهر بوقوع پیوست که موجب کشته شدن ۲ نفر شد. این سیل آسیب‌های بسیاری به شهر وارد کرد. با این حال آسیب‌ها – با توجه به نزدیکی رود به بافت شهری – بسیار کم شمرده می‌شوند.
در عین حال خشکسالی یکی دیگر از بلایایی است که آینده شهر را تهدید می‌کند. حوزه رودخانه کلرادو که آب آشامیدنی بولدر از آن تأمین می‌شود آب شرب جمعیتی معادل کشور کانادا را تأمین می‌کند. به همین دلیل هم‌اکنون سرعت مصرف آب از این منبع از سرعت جایگزینی منابع آن پیشی گرفته‌است و تا سال ۲۰۶۰ سرعت آن ۸ الی ۹ درصد هم افزایش می‌یابد.

## دولت و حکومت
از لحاظ سیاسی بولدر یکی از لیبرالترین و دمکرات‌ترین شهرهای کلرادوست. از میان رای‌دهندگان شهرستان بولدر در سال ۲۰۱۲، ۴۱٪ دمکرات ۲۰ جمهوری‌خواه و ۳۸ درصد بدون گرایش حزبی بوده‌اند. به همین دلیل از بولدر با عنوان «جمهوری خلق بولدر» یاد می‌شود. این شهر در حوزه انتخابیه کنگره دوم کلرادو واقع است که نمایندگی آن را هم‌اکنون جرد پلیس از حزب دمکرات بر عهده دارد.
شهر بولدر به شیوهٔ شورا–مدیر اداره می‌شود. در این شیوه، شورای منتخب مردم خط مشی‌های عملکرد شهر بولدر را تعیین می‌کند. وظایف اداری شهر بر عهدهٔ مدیر شهر است که توسط شورا تعیین می‌شود. شورای شهر از ۹ عضو تشکیل می‌شود: یک شهردار، جانشین شهردار و هفت عضو شورا. اعضای شورا به نمایندگی از همهٔ شهر بولدر برای دوره‌های دو و چهار ساله انتخاب می‌شوند. پس از هر انتخابات، اعضای شورا یکی را از میان خود برای یک دورهٔ دو ساله به عنوان شهردار انتخاب می‌کنند. هر دو سال، پنج عضو شورا انتخاب می‌شوند. چهار نفر اول برای دورهٔ چهارساله و نفر پنجم برای دورهٔ دو ساله انتخاب می‌شود. مدیر شهر از سوی شورا برای ادارهٔ امور شهر در تطابق با خط مشی‌های مصوب شورا استخدام می‌شود. همهٔ ادارات شهر به مدیر شهر پاسخگو هستند.

## آموزش

### مدارس

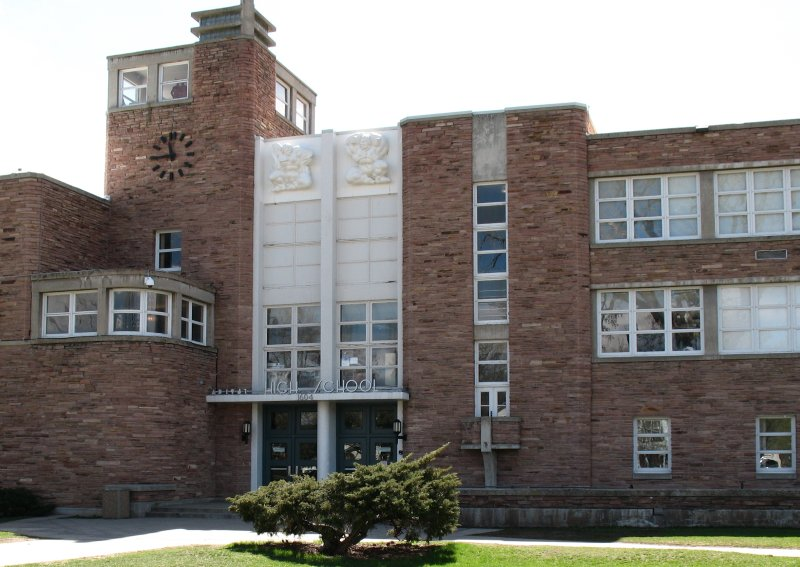
ساختمان کنونی دبیرستان بولدر در سال ۱۹۳۳ تأسیس شده‌است.

مدارس دولتی بولدر زیر نظر حوزه مدارس بولدر اداره می‌شوند. تا سال ۲۰۱۵، ۱۴ دبیرستان در بولدر وجود دارد که از این تعداد ۸ مدرسه دولتی و ۶ مدرسه خصوصی هستند. در مجموع ۵٬۳۲۵ دانش‌آموز در این مدارس در حال تحصیل هستند. همچنین تا همین تاریخ ۳۸ مدرسه ابتدایی در این شهر مشغول فعالیت هستند که در مجموع ۱۱٬۵۳۲ دانش‌آموز در آن به تحصیل می‌پردازند.
دبیرستان بولدر قدیمی‌ترین دبیرستان ایالت کلرادو است که دانش‌آموزان آن فارغ‌التحصیل شده‌اند. این دبیرستان در سال ۱۸۷۵ جهت آماده‌سازی دانش‌آموزان برای ورود به کالج توسط دانشگاه کلرادو تأسیس شد. با افزایش تعداد دانش‌آموزان از ۳۰۰ نفر در سال ۱۸۹۵ به ۸۰۰ نفر در سال ۱۹۳۳، ساختمان جدیدی برای دبیرستان در محل کنونی آن احداث و در سال ۱۹۳۷ این ساختمان مورد بهره‌برداری قرار گرفت.

### آموزش عالی
دانشگاه کلرادو در سال ۱۸۷۶ تأسیس شد و در سال ۱۸۷۷ نخستین ورودی دانشجویان آن مشغول به تحصیل شدند. هم‌اکنون بولدر در حدود ۱۰۳٬۰۰۰ نفر جمعیت دارد که از این تعداد ۲۹٬۰۰۰ نفر از دانشجویان دانشگاه کلرادو می‌باشند. یازده برنده جایزه نوبل، ۹ برنده جایزه مک آرتور و ۱۸ فضانورد از دانشجویان، محققان و اعضای هیئت علمی این دانشگاه بوده‌اند.
دانشگاه ناروپا در سال ۱۹۷۴ با تمرکز اولیه بر روی آموزه‌های مذهب بودایی تأسیس شد. هم‌اکنون در حدود ۳۰۰ دانشجو در زمینه‌های روان‌شناسی، محیط زیست، هنر و مطالعات مذهبی در این دانشگاه در حال تحصیل هستند. در سال ۱۹۷۶ مدرسه ماساژ درمانی بولدر آغاز به کار کرد.

### موسسات تحقیقاتی

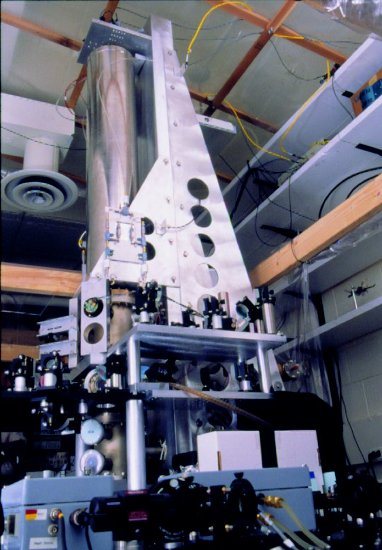
NIST-F1، منبع ساعت رسمی ایالات متحده

وجود یک مؤسسه آموزش عالی در سطح بین‌المللی و موقعیت جغرافیایی مطلوب باعث شده موسسات علمی و تحقیقاتی بسیاری مانند جیلا در بولدر ایجاد یا مانند مؤسسه ملی فناوری و استانداردها به این شهر منتقل شوند. مؤسسه جیلا در سال ۱۹۶۲ تحت عنوان پروژه‌ای مشترک بین مؤسسه ملی فناوری و استانداردها و دانشگاه کلرادو در بولدر تأسیس شد. تحقیقات این مرکز تاکنون ۳ جایزه نوبل را برای محققان آن از جمله اریک کرنل به ارمغان آورده‌است.
در سال ۱۹۵۴، مؤسسه ملی فناوری و استانداردها آزمایشگاه‌های سیستم‌های اندازه‌گیری خود را به بولدر منتقل کرد. ساعت اتمی NIST-F1 – که از سال ۱۹۹۹ به عنوان ساعت رسمی آمریکا مورد استفاده قرار می‌گیرد – در شعبه این مؤسسه در بولدر قرار دارد.
مؤسسه تحقیقات جنوب غربی نیز که از بزرگ‌ترین موسسات تحقیقاتی خصوصی فعال در زمینه هوافضا در ایالات متحده آمریکا به‌شمار می‌رود، یکی از بخش‌های خود را به بولدر انتقال داده‌است. از سایر موسسات تأسیس شده در بولدر می‌توان به سازمان ملی پژوهش‌های جوی اشاره کرد. در سال ۱۹۶۱ ایالت کلرادو ۵۶۵ هکتار زمین در پای فلت‌آیرون خریداری می‌کند تا با اعطای آن به دولت فدرال زمینه ساخت سازمان ملی پژوهش‌های جوی را فراهم آورد. چندی پیش شهرداری بولدر به منظور کنترل جمعیت در غرب شهر، شهرداری بولدر طرحی را تصویب کرده بود که از آب‌رسانی به این مناطق جلوگیری می‌کرد. با کنار رفتن این مانع، مراحل ساخت این سازمان در سال ۱۹۶۴ آغاز شد. هم‌اکنون این سازمان حدود ۱۰ درصد ابررایانه جنوس را کنترل می‌کند.

## ترابری

### ریلی

خط آهن درون‌شهری در خیابان برادوی کنونی در سال ۱۹۱۶

در سال ۱۸۷۳، خط آهن برای نخستین بار به بولدر رسید و در سال ۱۹۰۸ قطار برقی میان‌شهری دنور–بولدر افتتاح شد. ایستگاه راه‌آهن بولدر در سال ۱۸۹۰ در مرکز بولدر ساخته شد و تا سال ۱۹۵۷ در این محل مورد استفاده قرار می‌گرفت. در این سال ایستگاه راه‌آهن به مکان جدیدی منتقل شد و ساختمان قدیمی آن تا سال ۱۹۷۲ توسط شرکت اتوبوسرانی مورد استفاده قرار می‌گرفت. در این سال شهرداری بولدر تصمیم به تخریب و ساخت مجموعه‌ای جدید در محل آن می‌گیرد. در همین سال عده‌ای از شهروندان جهت حفظ ساختمان آن را به مکان جدیدی منتقل می‌کنند. در سال ۲۰۰۸ شورای شهر وقت شهر بولدر این ساختمان را مجدداً به مکان جدید دیگری انتقال می‌دهد. معماری ویکتورین این ساختمان مهم‌ترین دلیل علاقه به حفظ آن تاکنون بوده‌است.
در سال ۱۹۶۷ آخرین قطار بولدر به فعالیت خود پایان می‌دهد و به استفاده سیستم ریلی در بولدر خاتمه داده می‌شود. بولدر در زمان فعالیت این سیستم ۱۶ خط راه‌آهن داشته‌است.
در سال ۱۹۵۲ ساکنان بولدر و در راس آن‌ها یکی از استادان گروه تاریخ دانشگاه کلرادو یک دستگاه لوکومتیو یک واگن و یک اتاق کارکنان قطار را که پیش از این در بولدر استفاده می‌شد به منظور حفظ تاریخچه شهر خریداری کردند. این دستگاه‌ها تا سال ۲۰۱۲ در بولدر نمایش داده می‌شدند. در این سال آن‌ها را به موزه راه‌آهن کلرادو واقع در گلدن انتقال دادند تا پس از ساخت مکانی مناسب، از آن‌ها نگهداری شود.

### فرودگاه
فرودگاه شهری بولدر در سال ۱۹۴۰ میلادی افتتاح شد، و از آن به منظور فعالیت‌های خصوصی، اقتصادی و اضطراری استفاده می‌شود و کاربرد مسافربری ندارد. مسافران بولدر از طریق فرودگاه بین‌المللی دنور به این شهر می‌آیند.

### شهری
نخستین اتوبوس شهری بولدر در سال ۱۹۷۰ شروع به کار کرد. دو نوع شبکه اصلی اتوبوس در بولدر فعالیت می‌کند: حوزه حمل و نقل منطقه‌ای و شبکه حمل و نقل عمومی. حوزه حمل و نقل منطقه‌ای یک شبکه بزرگ و مستقل اتوبوس و تراموا است که بولدر و دنور را پوشش می‌دهد. شبکه حمل و نقل عمومی که زیر نظر حوزه حمل و نقل منطقه‌ای اداره می‌شود فقط در محدوده بولدر خدمت‌رسانی می‌کند.

### آزادراه‌ها
شاهراه دنور–بولدر در سال ۱۹۵۲ تکمیل و به روی همگان گشایش یافت. این آزادراه نخستین از نوع خود در کلرادو بود و پس از آن سامانه بزرگراه‌های میان ایالتی معرفی شد. هزینه آغازین استفاده از این آزادراه ۲۵ سنت بود که به علت استقبال گسترده و جمع‌آوری ۶٫۳ میلیون دلار در عرض ۱۵ سال و جانشین شدن هزینه‌های ساخت، استفاده از آزادراه رایگان اعلام شد. این برای نخستین بار در ایالات متحده بود که استفاده از یک آزادراه رایگان می‌شد.
در سال ۱۹۶۰، جاده بولدر–لانگمانت که هم‌اکنون به «بزرگراه ایالتی ۱۱۹» مشهور است تکمیل شد.

### دوچرخه

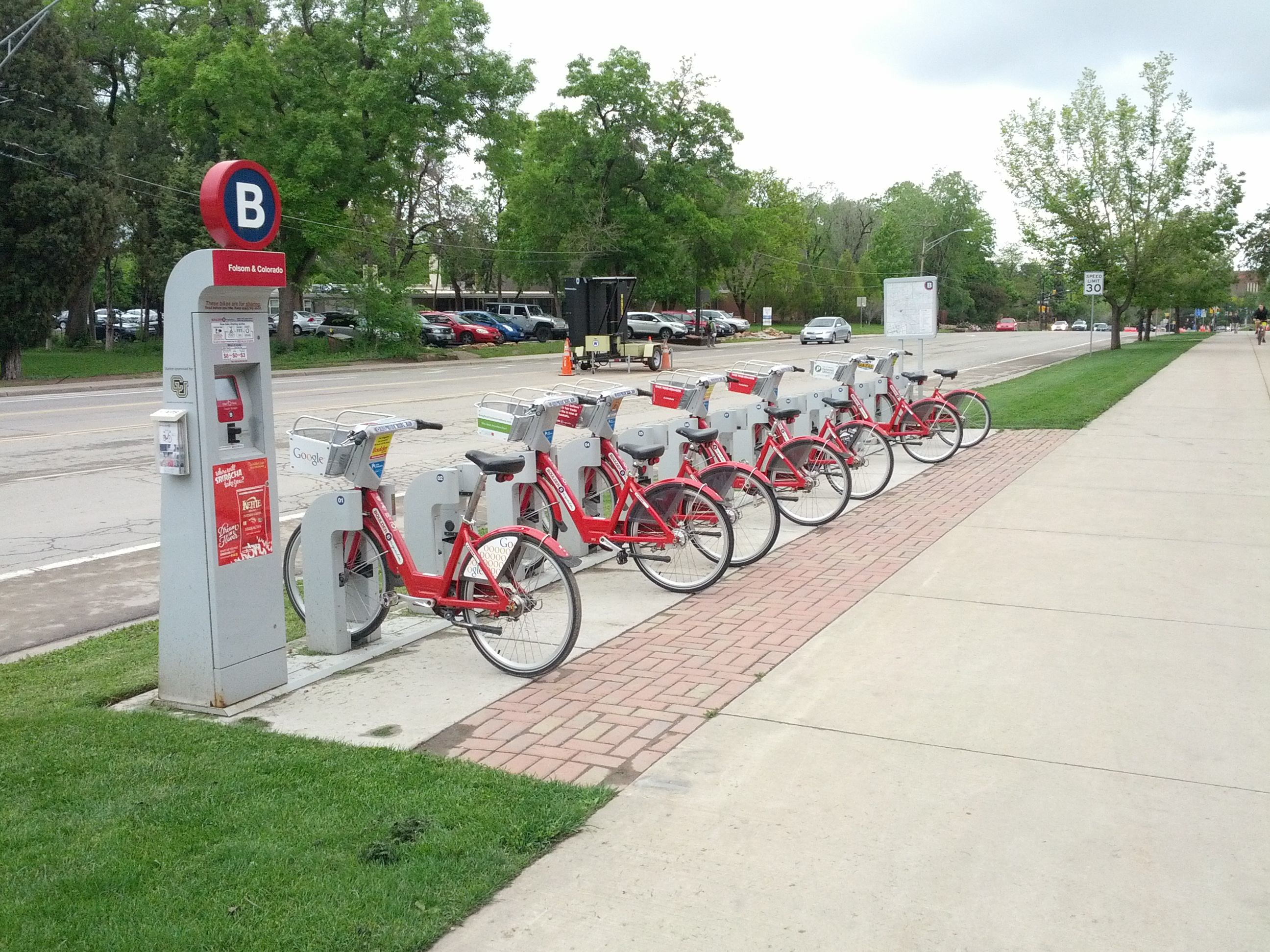
یک ایستگاه دوچرخه در بولدر

بولدر بیش از ۴۸۰ کیلومتر مسیر دوچرخه‌سواری درون‌شهری دارد. علاوه بر این، مسیرهای دوچرخه‌سواری زیادی در کوه‌های اطراف شهر وجود دارند.
تا سال ۲۰۱۵ چیزی در حدود ۳۰ ایستگاه دوچرخه در شهر وجود دارد که قرار است این تعداد تا سال ۲۰۲۰ به چیزی بین ۴۹ الی ۶۷ ایستگاه برسد. در سال ۲۰۱۳، ۶۴۸۳ نفر، ۳۰٬۳۱۴ سفر با دوچرخه‌های این ایستگاه‌ها انجام دادند که مسافتی بالغ بر ۱۴۵٬۰۰۰ کیلومتر را پیموده‌اند.

## اقتصاد

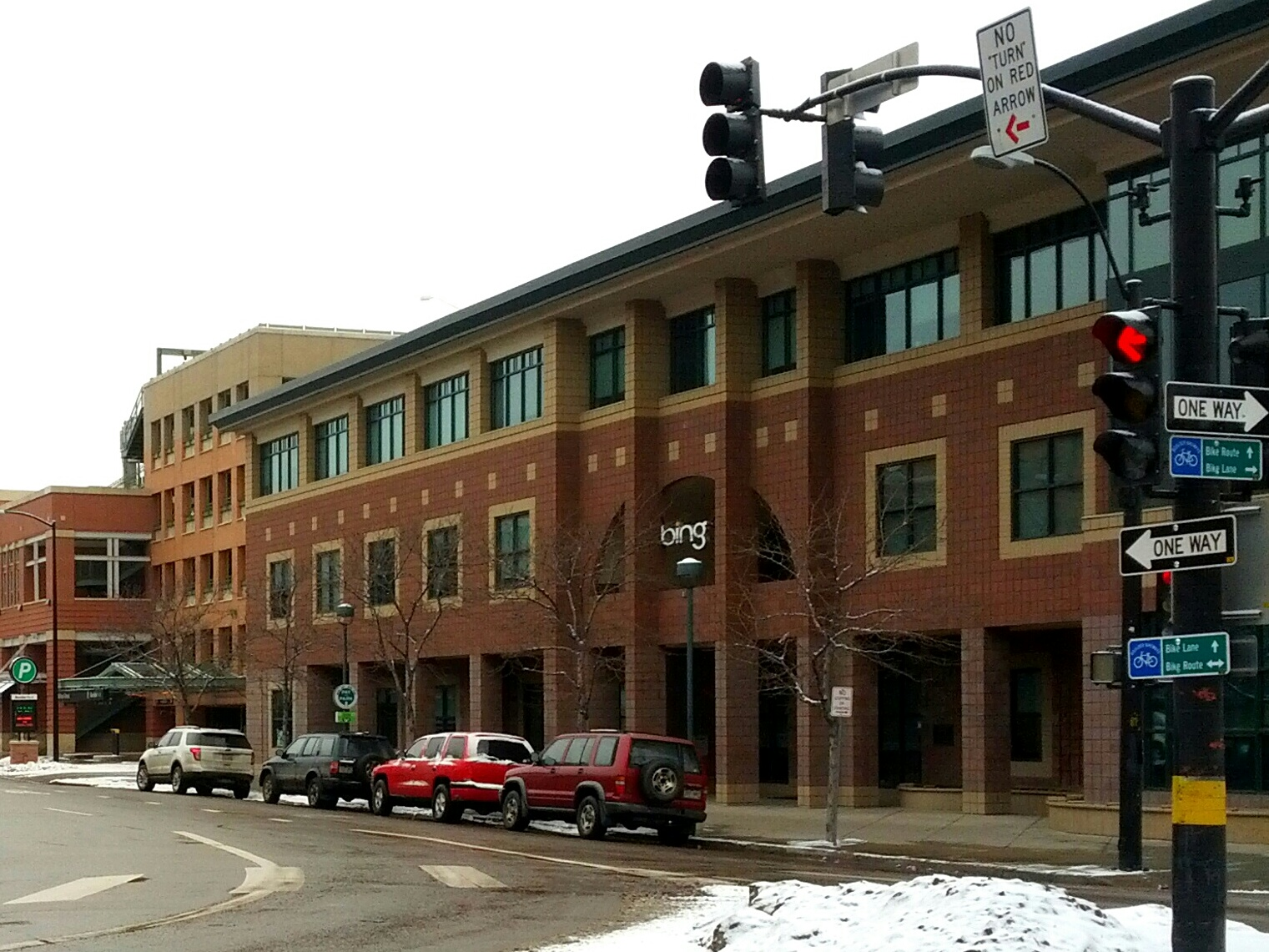
دفتر مایکروسافت (بینگ)

صنایع غالب در بولدر در زمینه دانش و فناوری هستند. به کمک فعالیت‌های تحقیقاتی در دانشگاه کلرادو، صنایع های‌تک الکترونیک و هوافضا در داخل و اطراف شهر توسعه یافته‌است. رشد استثنایی این صنایع باعث جذب قراردادهای دفاعی مراکز تحقیقاتی محض و کاربردی و شرکت‌های ماهواره و ارتباطاتی شده که سالانه میلیون‌ها دلار را به منطقه می‌آورد.
سه اهرم اقتصادی در پیشرفت بولدر تأثیر مستقیم دارند: دانشگاه کلرادو، آزمایشگاه‌های تحقیقاتی فدرال، و ۶۶۰۰ بنگاه اقتصادی و شرکت‌های کوچک که با همکاری میان خود تار و پود اقتصاد بولدر را تشکیل داده‌اند. برای نمونه، شرکت هوافضای بال مسئول تعمیر و نگهداری تلسکوپ هابل است و با گروه هوافضای دانشگاه بولدر همکاری دارد. همچنین گاراژ سبز که یک کارگاه تبدیل ماشین‌های قدیمی به سیستم‌های هیبریدی است با آزمایشگاه ملی انرژی تجدیدپذیر و مؤسسه انرژی‌های تجدید پذیر و پایدار دانشگاه کلرادو همکاری دارد.
با وجود اینکه ۹۶ درصد از ۷۰۰۰ کارفرمای فعال در بولدر کمتر از ۵۰ نفر کارمند دارند، شرکت‌های با تعداد کارمند بالاتر از ۱۰۰ نفر برای ۵۰ درصد شهروندان فرصت شغلی ایجاد کرده‌اند. از جمله شرکت‌های فعال در بولدر می‌توان به آی بی ام، لاکهید مارتین، سیسکو سیستمز، امرسون الکتریک (میکرو موشن)، جنرال الکتریک، گوگل، مایکروسافت (بینگ)، نورثروپ گرومن، کوالکام و توییتر اشاره کرد.

## اماکن تفریحی

مال خیابان پرل، فضای تفریحی و خرید در مرکز شهر بولدر

از جمله اماکن تفریحی بولدر می‌توان به خیابان پرل، خیابان ۲۹ام، استخر بولدر و پارک چاتاکووا اشاره کرد.
بازار خیابان پرل یک پیاده راه و بازار در مرکز شهر بولدر است. ناحیه سنگ‌فرش این خیابان از خیابان ۱۱ ام شروع و تا خیابان ۱۵ امتداد می‌یابد. در این خیابان تعداد زیادی بنگاه اقتصادی و رستوران و دادگاه شهرستان بولدر قرار دارد.
بازار خیابان ۲۹ ام یک بازار روباز در امتداد خیابان ۲۹ ام است. پیش از این در این مکان بازار سرپوشیده‌ای به نام کراس رودز مال قرار داشت. این بنا که در سال ۱۹۶۳ ساخته شده بود در سال ۲۰۰۴ تخریب شد و در سال ۲۰۰۶ بازار جدید افتتاح شد.
استخر بولدر یک پارک تفریحی ۷۰۰ هکتاری چند منظوره است. علاوه بر استفاده به عنوان مکان تفریحی این استخر آب چند ناحیه در شمال کلرادو را نیز تأمین می‌کند. مردم در این استخر به شنا قایقرانی حمام آفتاب اسکی روی آب ماهی‌گیری پیک نیک دوچرخه سواری و دو استفاده می‌کنند.

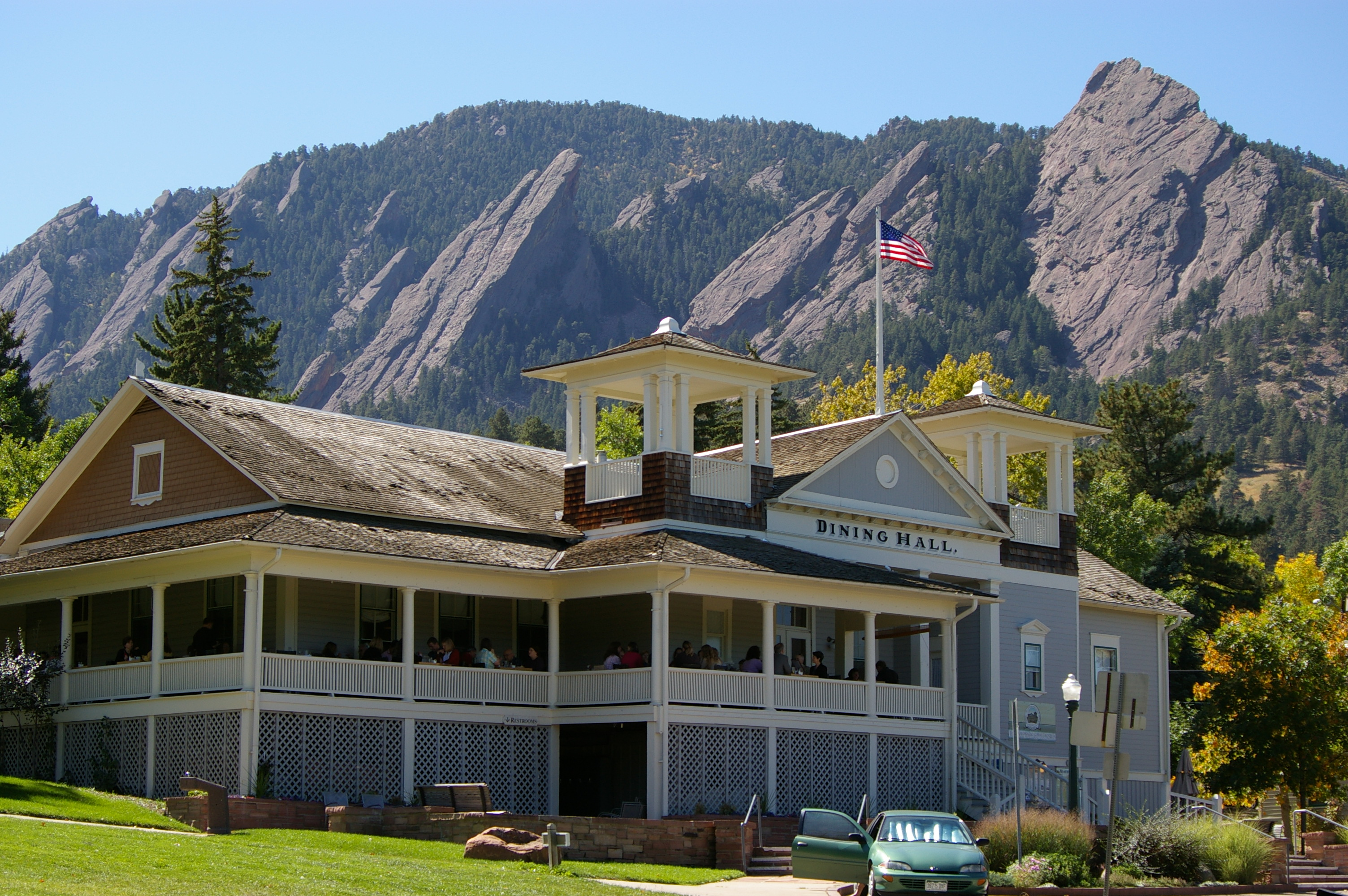
یک سالن غذاخوری در پارک چاتاکووا

بولدر ۶۴ عدد پارک دارد که زیر نظر سازمان پارک‌ها و تفریحات بولدر اداره می‌شوند. پارک چاتاکووا قسمتی از ۸۰ هکتار اراضی است که در سال ۱۸۹۸ به منظور حفظ حیات وحش توسط شهرداری بولدر خریداری شد. کنسرت‌های موسیقی همه ساله در تابستان در این مکان برگزار می‌شود. این کنسرت‌ها تعداد زیادی گردش گر را در این فصل از سال به بولدر می‌کشانند.

## شهرهای خواهر

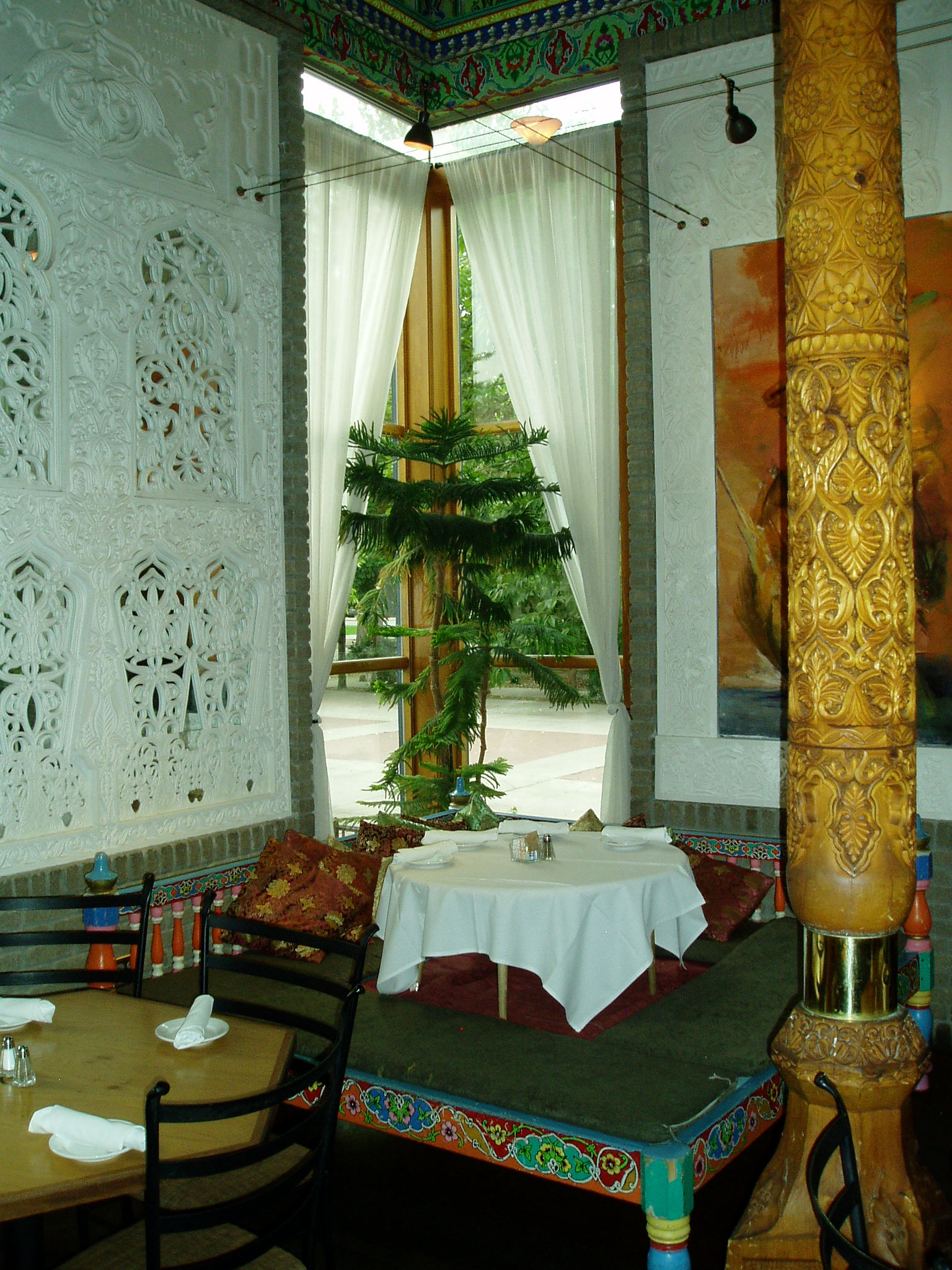
چایخانه دوشنبه در بولدر

بولدر با ۷ شهر جهان در ۷ کشور مختلف جهان دارای پیوند خواهرخواندگی است. در سال ۲۰۰۷، شهرداری بولدر به پاس بیش از ۲۰ سال روابط بین‌المللی با شهرهای جهان میدان شهری خواهرخواندگی بولدر را در محوطه شرقی شهرداری بولدر واقع در مرکز شهر تأسیس کرد. این میدان با استفاده از سنگ‌های زینتی و فلزات خاتم‌کاری‌شده بنا شده‌است که هر یک نمایانگر ویژگی‌های خاص جغرافیایی و اقتصادی یکی از خواهرخوانده‌های شهر می‌باشند. یک گروه به نمایندگی از شهر یاماگاتای ژاپن در آوریل ۲۰۰۷ پنجاه اصله نهال گیلاس را به شهر بولدر هدیه دادند که اکثر آن‌ها در این میدان کاشته شده‌اند.
|            | نام کشور   | شهر خواهرخوانده |
| ---------- | ---------- | --------------- |
| ژاپن       | ژاپن       | یاماگاتا        |
| چین        | چین        | لهاسا           |
| نیکاراگوئه | نیکاراگوئه | جالاپا          |
| تاجیکستان  | تاجیکستان  | دوشنبه          |
| مکزیک      | مکزیک      | مانته           |
| کوبا       | کوبا       | یاتراس          |
| کنیا       | کنیا       | کیسومو          |

### لهاسا
دو شهر بولدر و لهاسا از سال ۱۹۸۷ خواهرخوانده یکدیگر هستند و شهر بولدر تلاش می‌کند سرمایه‌گذاری‌هایی را در زمینه محیط زیست، آموزش و سلامت در لهاسا انجام دهد. بولدر تنها خواهرخوانده لهاسا در ایالات متحده آمریکا است.
در سال ۱۹۹۸، در حالی که تنها ۳۰ درصد از مناطق روستایی لهاسا امکان استفاده از برق شهری را داشتند، شورای خواهرخواندگی بولدر و لهاسا با نصب چند سیستم انرژی خورشیدی به دو ناحیه روستایی لهاسا در تأمین برق کمک کرد. همچنین دالایی لاما، رهبر دینی بوداییان تبت، تاکنون ۲ بار در سال‌های ۱۹۸۱ و ۱۹۹۷ از بولدر بازدید کرده و برنامه‌ای برای سفر وی در سال ۲۰۱۵ نیز ترتیب داده شده‌است.

### دوشنبه
روابط بین دو شهر دوشنبه و بولدر در بحبوحه جنگ سرد آغاز شد و پس از فروپاشی شوروی و تشکیل کشور جدید تاجیکستان ادامه یافت. در تلاش برای ایجاد روابط دوستانه بین‌المللی و گسترش صلح، مقصود اکرام‌اف، شهردار دوشنبه در سال ۱۹۸۷ چایخانه دوشنبه را در بولدر احداث کرد. معمار این چایخانه لادو شانیدزه بوده و تمامی قطعات زینتی از جمله کاشی‌ها و میزها به همراه چهل وسیله دیگر توسط هنرمندان تاجیک در این کشور ایجاد گردیده و به بولدر انتقال یافته‌است. شهرداری بولدر در اقدامی متقابل در سال ۲۰۰۹، یک قهوه‌خانه و مرکز دوستی در شهر دوشنبه ایجاد کرد.